# Aspilota sitkensis
Aspilota sitkensis är en stekelart som först beskrevs av William Harris Ashmead 1902.  Aspilota sitkensis ingår i släktet Aspilota och familjen bracksteklar. Inga underarter finns listade.